# Yuji Hironaga
Yuji Hironaga (Prefectura d'Osaka, 25 de juliol de 1975) és un futbolista japonès.

## Selecció japonesa
Va formar part de l'equip olímpic japonès als Jocs Olímpics d'estiu de 1996.